# Restaldi Biliardi
Restaldi Biliardi è un'azienda produttrice di tavoli da biliardo fondata nel 1763 a Roma.

## Storia

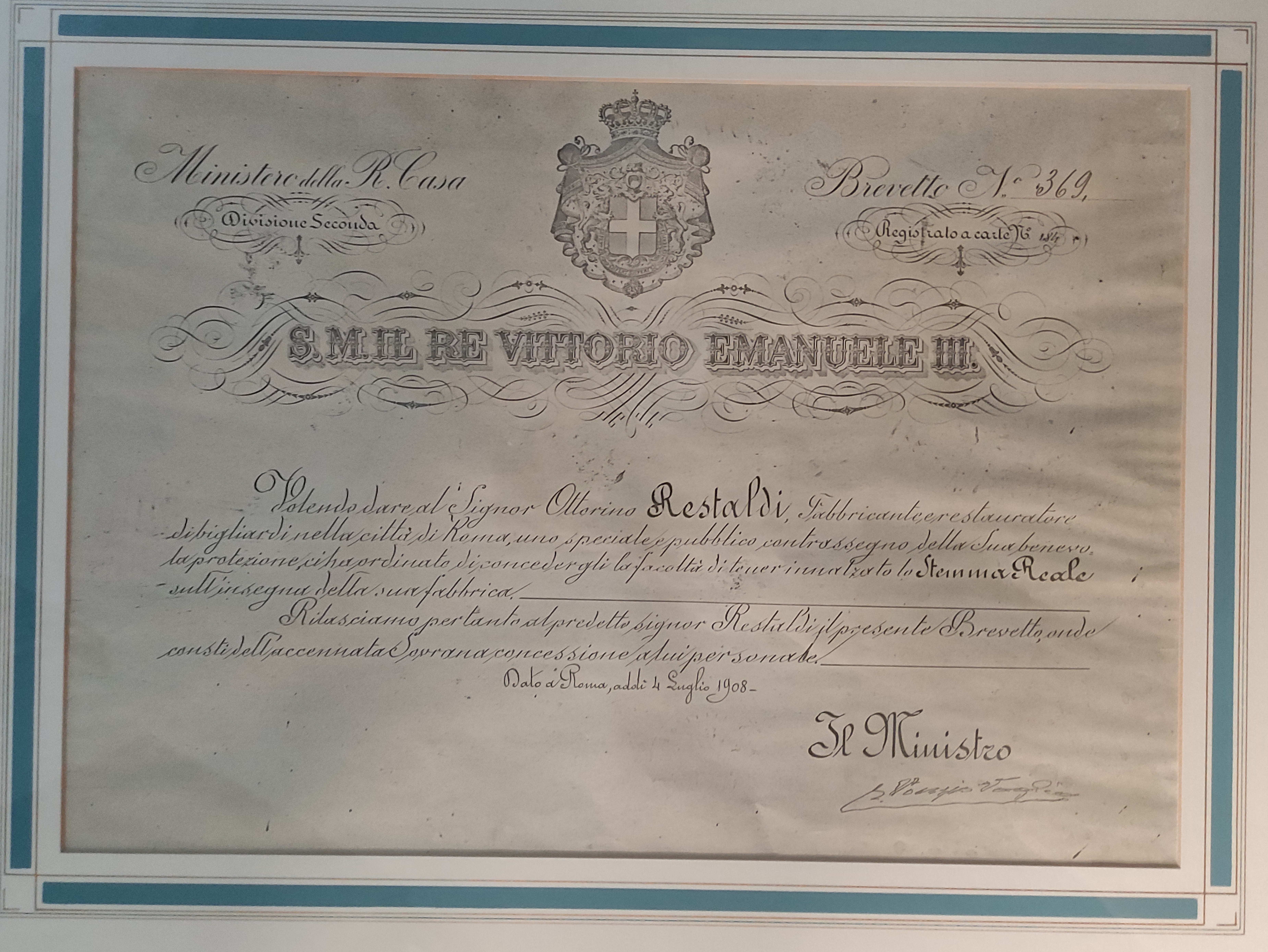
Brevetto n.184 consegnato dalla Real Casa Savoia alla ditta Ottorino Restaldi il 4 Luglio del 1908 come fornitori ufficiali della Real Casa

L'azienda fu fondata nel 1763 a Roma da Giovacchino Restaldi, il quale aveva appreso le tecniche di lavorazione del legno durante una sua permanenza a Parigi. I primi biliardi furono dunque costruiti sul modello francese, dunque senza buche per giocare la carambola. Successivamente l'attività venne ereditata da Aristodemo Restaldi che ebbe un ruolo molto importante per il biliardo italiano, perché fu lui che per primo nel 1784 modificò i tavoli aumentandone le dimensioni e aggiungendo le buche.
Quando il figlio Santi ereditò l'azienda nel 1813, il biliardo era divenuto un gioco molto diffuso non solo nelle case della nobiltà e dell'alta borghesia, ma anche nei caffè. Santi introdusse un'altra novità, l'aggiunta del cuoio alla fine della stecca. Queste due innovazioni resero l'attività familiare particolarmente florida. Nel 1844 l'azienda passò alla nuova generazione, Salvatore e nel 1874 ai figli di quest'ultimo, Cesare e Santi. I due fratelli dovettero affrontare un periodi di crisi anche a causa di una forte concorrenza. 

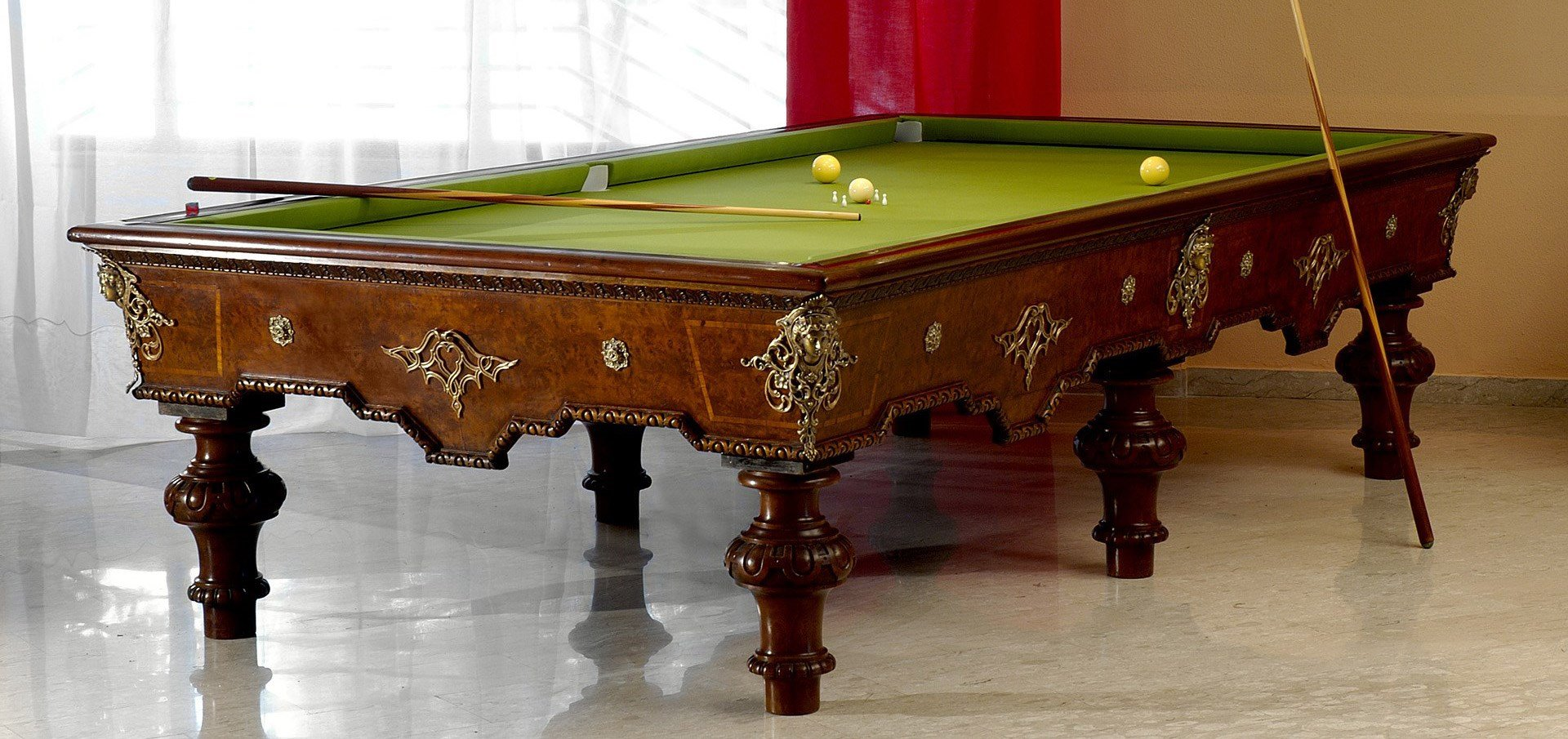
Biliardo Pio VII del 1811 appartenuto a Papa Pio VII

Nel 1906 la ditta passò nelle mani di Ottorino Restaldi il quale importò la “costruzione americana” (buche larghe), grazie ai risultati raggiunti nella costruzione di tavoli nel 1908 Ottorino venne fregiato dalla Real Casa Savoia, per conto del Re Vittorio Emanuele III del brevetto reale come fornitori ufficiali. Nel 1915 Ottorino fu chiamato alle armi ma una volta tornato, insieme ai due figli Mario e Cesare, sfruttò le nuove tecnologie per velocizzare ed ampliare la produzione. Nel 1932 Ottorino Restaldi, allora a capo dell'azienda, brevettò un sistema di miglioramento della sponda. Con il secondo conflitto mondiale la fabbrica Restaldi andò distrutta e dopo la morte di Ottorino (1947) fu Felicetta Restaldi, sua moglie, a prendere le redini dell'azienda e nel 1967, insieme al figlio Mario, fondarono un nuovo stabilimento sulla Via Salaria. Oggi l’azienda è guidata da Claudio e Valerio Restaldi, rispettivamente figlio e nipote di Mario. 